# Hiroji Satoh
Hiroji Satoh, (japanska: 佐藤 博治?, Satō Hiroji), född 3 februari 1925 i Aomori, Japan, död 4 juni 2000, var en japansk bordtennisspelare och blev 1952 världsmästare i singel.
Satoh spelade sitt enda VM 1952. Han vann då herrsingelfinalen över József Kóczián från Ungern. Han var den förste som spelade med en racket som hade svamp (undergummi), vilket överraskade motståndarna vid den tiden.
Satoh var den förste japanen och asiaten att vinna singeltiteln i ett bordtennis-VM (på både herr- och damsidan). Innan dess hade sporten dominerats av spelare från i första hand Europa. Hans vinst kom att bli början på en dominans av spelare från Asien.
Under sin karriär tog han två medaljer i bordtennis-VM: 1 guld och 1 brons.

## Meriter
- Bordtennis VM
  - 1952 i Bombay
    - 1:a plats singel
    - 3:e plats med det japanska laget

- Asian Championship TTFA
  - 1952 i Singapore
    - 2:a plats singel
    - 3:e plats mixed dubbel
    - 2:a plats med det japanska laget

  - 1953 i Tokyo
    - kvartsfinal singel
    - 3:e plats dubbel